# Protipapež Natalis
Natalis (tudi Natalius), protipapež, montanistične herezije, * 2. stoletje n. št., Rim, (Italija, Rimsko cesarstvo); † pred 217, Rim.

## Življenjepis

### V Rimu se širijo herezije
Za časa papeža Zefirina so heretiki začeli oblegati Rim, središče krščanstva. Teodot Rimski je tam najprej nadaljeval učenje krščanskega heretičnega učitelja Teodota Carigrajskega, t. i. dinamični monarhizem ali adopcionizem. Pozneje je ustanovil lastno ločino melkizedekovcev. Melkizedeka  je postavljal nad Kristusa.

### Natalis kot prvi protipapež
Teodot Rimski je  imenovan tudi Teodot Menjalec ; po poklicu je bil namreč menjalec denarja; zato ga nekateri imenujejo tudi Teodot Bankir. Med širjenjem svojih novotarij se je srečal tudi z duhovnikom Natalisom, ki je med takratnimi preganjanji veliko trpel za vero in je imel zato velik ugled. Spoznavalca Natalisa je torej Teodot pregovoril,  da je sprejel škofovsko čast v njegovem gibanju. Ne samo to: za nemajhno mesečno plačo stopetdeset denarjev je nastopil kot škof v Rimu in je tako postal prvi v zgodovini znani protipapež. Natalis je to čast za nekaj časa sprejel; vendar se je kmalu skesal. Po opravljeni strogi pokori mu je papež Zefirin  odpustil in ga sprejel nazaj v občestvo Cerkve.
O tem poroča Evzebij v svoji Cerkveni zgodovini takole: 
Toliko o Viktorju. Ko je papeževal skozi deset let, okrog devetega leta vladanja Severa (194-211), je bil izvoljen za njegovega naslednika Zefirin. Avtor omenjenega dela (Teodot), na predlog ustanovitelja herezije, o kateri govorimo (adopcionizem),  dodaja še en dogodek, ki se je dogodil pod Zefirinom. On piše dobesedno: »Omenil bom torej dogodek iz naših dni, ki je znan mnogim našim bratom. Če smo omenili Sodomo, je primerno, da omenimo tudi njega. »Ne nekoč, ampak v našem času, je živel pričevalec(=spoznavalec) Natalis (Natalione). Njega je zapeljal Asklepiadot in neki drugi Teodot bankir. Vsi ti so bili učenci Teodota Kožarja. Njega je izobčil iz Cerkve zaradi tega prepričanja Viktor, ki je bil takrat še rimski škof. Natalisa so pregovorili in ga pozvali, v zameno za povračilo, naj postane škof v tej hereziji s tem, da bi prejemal mesečno plačo 150 denarjev
Ko se je Natalis s temi novoverskimi gibanji okrog leta 200 tesno povezal, ga je Gospod večkrat opomnil po videnjih usmiljenega Boga in našega Gospoda Jezusa Kristusa. Pravzaprav on ni hotel nikakor umreti zunaj Cerkve, ki je bila priča njegovih muk. Na ta videnja v začetku ni obračal posebne pozornosti, ker ga je zaslepila povezanost z njimi in lakomnost, ki žene v pogubo tako veliko število ljudi. Nekoč pa so ga končno bičali sveti angeli skozi celo noč in ga tako zdelali, da je ob zori takoj vstal, si nadel spokorno obleko in se potresel s pepelom, prihitel v veliki naglici in oblit s solzami ter se vrgel na tla pred škofa Zefirina; za odpuščanje je prosil ne le duhovnike, ampak tudi navadne vernike.

### Papež Zefirin in protipapež Natalis
Zefirina je Natalisovo ravnanje hudo prizadelo in neprestano je molil za spreobrnitev zašlega brata. In glej, nenadoma ga je prevzela Božja milost, šel je vase, zapustil herezijo in se pojavil oblečen v spokorno oblačilo pred papežem. Med solzami je obljubil, da bo odslej zvest Kristusu in da bo živel v popolnem zatajevanju in spokornosti. Papež je skesanega grešnika objel in sprejel, nazaj pripeljal v naročje Cerkve   in mu odpustil vse cerkvene kazni. Zaradi te svoje velikodušnosti je moral ta svetniško živeči papež prenašati veliko očitkov in pretrpeti veliko žalosti. On pa je našel moč v zavesti, da je ravnal prav, s samopremagovanjem potrpežljivo prenašal žalitve prav tako kot mnogo preganjanj, ki jih je bil deležen od heretikov.

## Smrt
Natalis je umrl pred Zefirinom, ki je umrl 217. leta.